# Brachychthoniidae
Brachychthoniidae zijn  een familie van mijten. Bij de familie zijn 11 geslachten met circa 170 soorten ingedeeld.